# Fosses-la-Ville
Fosses-la-Ville (in vallone Fosse) è un comune belga di 9 444 abitanti situato nella provincia vallona di Namur.
La città risale al VII secolo, quando si sviluppò attorno al monastero eretto alla metà del medesimo periodo da San Foillano, un monaco irlandese che ne evangelizzò il territorio.

## Amministrazione

### Gemellaggi
- Robecco sul Naviglio